# أودين إسماعيل
أودين إسماعيل كان دبلوماسي غياني وُلد في 29 يناير (كانون الثاني) 1948، وتوفي في 5 يناير (كانون الثاني) 2019.

## حياته
وُلد محمد علي أودين إسماعيل في 29 يناير (كانون الثاني) 1948 لعائلة تنحدر أصولها مما يُعرف الآن بولايتي أوتار براديش وبهار الهنديتين، وقد نشأ بين ثمانية إخوة وثلاث أخوات شقيقات. حصل أودين إسماعيل على بكالوريوس الآداب في الجغرافيا، ثُم حصل على دبلوم الدراسات العليا في التربية، ثُم نال درجة الدكتوراه في التربية، وقد عمل مدرسًا لبعض الوقت في غيانا وجزر البهاما قبل التحاقه بالعمل في السلك الدبلوماسي. تزوج أودين إسماعيل من إيفانجلين وأنجبا اثنين من الأبناء هما سفراز وناديزة.

## نشاطه السياسي
كان أودين إسماعيل عضوًا في اللجنة المركزية، وأحد قادة منظمة الشباب التقدمي في غيانا خلال الفترة ما بين عامي 1972-1982، وعضوًا في اللجنة المركزية لحزب الشعب التقدمي في غيانا منذ عام 1980 وحتى عام 1988، وقد مثّل حزب الشعب التقدمي الغياني في العديد من المؤتمرات الدولية التي عُقدت في أمريكا الجنوبية ومنطقة البحر الكاريبي وأوروبا خلال الفترة ما بين عامي 1972-1992.

## مسيرته المهنية
تولى أودين إسماعيل عدة حقائب دبلوماسية، ففي يونيو (حزيران) 1993 عُين سفيرًا لغيانا لدى الولايات المتحدة الأمريكية، وممثلًا دائمًا لها لدى منظمة الدول الأمريكية، واستمر في ذلك المنصب حتى أكتوبر (تشرين الأول) 2003، وترأس المجلس الدائم لمنظمة الدول الأمريكية لفترتين. ثُمّ شغل بعد ذلك منصب سفير غيانا لدى فنزويلا خلال الفترة من أكتوبر (تشرين الأول) 2003 - يناير (كانون الثاني) 2011. وفي يناير (كانون الثاني) 2011 عُين أودين اسماعيل سفيرًا لغيانا في الكويت ، ثُم أصبح سفيرًا فوق العادة ومفوضًا غير مقيم لغيانا لدى قطر بدءًا من أبريل (نيسان) 2013، وحتى يونيو (حزيران) 2014.
مثّل أودين إسماعيل غيانا في اجتماع وزراء إعلام دول الكاريبي في مدينة كينغستون بجامايكا في نوفمبر (تشرين الثاني) 1992، كما انتُخب لمدة عام واحد. رئيسًا لمجلس أمريكا اللاتينية، والذي يُعتبر الهيئة السياسية الحاكمة للمنظومة الاقتصادية لأمريكا اللاتينية ومنطقة البحر الكاريبي، ويقع مقرها في مدينة كاراكاس في فنزويلا. وفي عام 1993، أصبح أودين إسماعيل عضوًا في وفد غيانا في الجمعية العامة للأمم المتحدة حتى عام 2003، كما انتُخب في عام 1994 رئيسًا للجنة العامة لإعداد مشروع اتفاقية منظمة الدول الأمريكية بشأن وضع الأشخاص ذوي الإعاقة، وكان ضمن وفد غيانا في قمة منظمة التجارة العالمية في سياتل عام 1999، كما مثّل غيانا أيضًا في اجتماعات تحالف الحضارات التي نظمتها الأمم المتحدة بالتعاون مع منظمة التعاون الإسلامي خلال الفترة ما بين عامي 2011-2013.

### منظمة التعاون الإسلامي
ترأس أودين إسماعيل وفد غيانا في اجتماعات وزراء خارجية منظمة التعاون الإسلامي بدءًا من عام 1997 وحتى عام 2003، وكان عضوًا في وفد غيانا إلى قمتي رؤساء دول منظمة التعاون الإسلامي في طهران عام 1997 وفي قطر عام 2000، وفي عام 2012 ترأس وفد غيانا في اجتماع وزراء خارجية منظمة التعاون الإسلامي في جيبوتي.

### منظمة الدول الأمريكية
مثّل أودين إسماعيل غيانا في منظمة الدول الأمريكية، والتي يقع مقرها في واشنطن العاصمة بالولايات المتحدة الأمريكية، منذ عام 1993 وحتى عام 2003، وأصبح نائبًا لرئيس المجلس الدائم لمنظمة الدول الأمريكية في الفترة من يوليو (تموز) 1993، وحتى سبتمبر (أيلول) 1993، ثُمّ ترأس المجلس الدائم لمنظمة الدول الأمريكية مرتين، كانت المرة الأولى في الفترة من أكتوبر (تشرين الأول) 1994، وحتى ديسمبر (كانون الأول) 1994، واستمرت المرة الثانية من أبريل (نيسان) 2003 وحتى يونيو (حزيران) 2003، وفي عام 1996 انتُخب نائبًا لرئيس مجموعة عمل منظمة الدول الأمريكية المعنية بالتنمية المستدامة، ثُم ترأس في عام 1997 وفد غيانا في اجتماعات آلية التفاوض الإقليمية لدول الكاريبي حتى عام 2001. شارك أودين إسماعيل في جميع الجمعيات العامة لمنظمة الدول الأمريكية، والتي انعقدت منذ عام 1994، وحتى عام 2003، بالإضافة إلى مُشاركته في اجتماعات متخصصة أخرى عقدتها المنظمة في مختلف دول الأمريكتين، وبصفته مفاوضًا تجاريًا مُدرَّبًا من منظمة الدول الأمريكية، فقد شارك في مفاوضات منطقة التجارة الحرة للأمريكتين.

### قمة الأمريكتين
مثّل أودين إسماعيل غيانا في اجتماعات مختلفة لقمة الأمريكتين في مختلف دول أمريكا اللاتينية ومنطقة البحر الكاريبي بدءًا من عام 1995 وحتى عام 2002،فكان كبيرًا للمفاوضين الغيانين في قمة الأمريكتين في مدينة ميامي بالولايات المتحدة الأمريكية عام 1994، وفي قمة التنمية المستدامة في بوليفيا عام 1996، ثُم في قمة الأمريكتين بمدينة سانتياغو بشيلي عام 1998، ثُم في مدينة كيبيك بكندا عام 2001، ثُم أصبح ممثلاً لمجموعة الكاريبي في اللجنة التنفيذية لمجموعة مراجعة تنفيذ قمة الأمريكتين خلال الفترة ما بين عامي 2001-2003، كما كان أودين إسماعيل أيضًا مفاوضًا رائدًا في العملية التي أدت إلى وضع الميثاق الديمقراطي للبلدان الأمريكية عام 2001.

### المنظومة الاقتصادية لأمريكا اللاتينية ومنطقة البحر الكاريبي
شغل أودين إسماعيل منصب رئيس وفد غيانا لدى المنظومة الاقتصادية لأمريكا اللاتينية ومنطقة البحر الكاريبي منذ عام 2003 وحتى يناير (كانون الثاني) 2011، وفي عام 2004، انتُخب نائبًا لرئيس الهيئة الإدارية لمجلس أمريكا اللاتينية التابع للمنظومة الاقتصادية لأمريكا اللاتينية ومنطقة البحر الكاريبي، وقد استمر في ذلك المنصب حتى عام 2006، ثُم انتُخب رئيسًا لمجلس أمريكا اللاتينية التابع للمنظومة الاقتصادية لأمريكا اللاتينية ومنطقة البحر الكاريبي خلال عامي 2009-2010.

### اتحاد دول أمريكا الجنوبية
شارك أودين إسماعيل خلال الفترة ما بين عامي 2003-2012 في العديد من الاجتماعات رفيعة المستوى لاتحاد دول أمريكا الجنوبية ومنظمة بتروكاريبي.

### حركة عدم الانحياز
ترأس أودين إسماعيل عام 2012 وفد غيانا في اجتماع وزراء خارجية حركة عدم الانحياز، والذي عُقد في مصر.

## التكريمات والجوائز
حظي أودين إسماعيل بتكريم العديد من الجهات المحلية والدولية، ففي عام 1974، منحته جامعة غيانا ميدالية غاندي الذهبية المئوية للإنجاز الأكاديمي، ثُم تقلد في عام 1997 تاج الشرف للزعيم، والذي يُعد أحد أرفع الجوائز الوطنية في غيانا، تقديرًا لجهوده الدبلوماسية. وفي عام 2002 حصل أودين إسماعيل على جائزة كينغ ليجاسي للخدمة الدولية من اللجنة الدولية لإحياء ذكرى حياة مارتن لوثر كينغ الابن وإرثه في الولايات المتحدة الأمريكية، كما أصدر الكونغرس الأمريكي عام 2003 قرارًا مُشتركًا يُشيد بجهود أودين إسماعيل الدبلوماسية في الولايات المتحدة الأمريكية.

## وفاته
توفي أودين إسماعيل في 5 يناير (كانون الثاني) 2019 في منزله في مدينة أوكالا بولاية فلوريدا في الولايات المتحدة الأمريكية عن عمر ناهز 70 عامًا.